# Катастрофа Ан-124 в Турине
Катастрофа Ан-124 в Турине — авиационная катастрофа, произошедшая 8 октября 1996 года. Транспортный самолёт Ан-124-100 авиакомпании «Аэрофлот» выполнял плановый рейс SU9981 по маршруту Москва—Турин—Бандар-Сери-Бегаван, но при заходе на посадку в Турине рухнул на жилые дома в 1 километре от аэропорта Турина. В катастрофе погибли 5 человек — 2 члена экипажа в самолёте из 23 (ещё 13 из них получили ранения) и 3 человека на земле.

## Самолёт
Ан-124-100 (регистрационный номер RA-82069, заводской 9773054259124, серийный 07-02) был выпущен Ульяновским авиационным заводом «Авиастар» 3 августа 1993 года. В августе того же года был передан авиакомпании «ОрёлАвиа». 18 апреля 1994 года был взят в лизинг авиакомпанией «Аэрофлот»; владельцем самолёта была авиакомпания «Аякс-карго» (ЗАО «Авиакомпания „Аякс“»). Оснащён четырьмя двухконтурными трёхвальными турбореактивными двигателями Д-18Т производства Запорожского машиностроительного КБ «Прогресс».

## Экипаж
На борту самолёта был экипаж в составе 23 человек. Командиром экипажа был Александр Тимофеевич Угрюмов, а помощником командира — Алексей Сергеевич Бородай, но на самом деле Бородай был фактическим командиром рейса SU9981.

## Хронология событий
Ан-124-100 борт RA-82069 должен был совершить рейс SU9981 из Москвы (Россия) в Бандар-Сери-Бегаван (Бруней) с промежуточной посадкой в Турине (Италия). Первая часть маршрута (Москва—Турин) была перегоночной (самолёт был пустым) и затем в Турине он должен был забрать груз (несколько автомобилей марки «Ferrari»), который должен был доставить в Бандар-Сери-Бегаван. Рейс SU9981 вылетел из Москвы в 08:30 UTC+2.
В 10:25 рейс 9981 начал заходить на посадку в Турине. Экипаж был осведомлён, что в Турине плохая погода, но авиадиспетчер дал неверную информацию (на самом деле погодные условия в Турине были немного хуже). Также пилоты знали о том, что в связи с ремонтными работами входной торец ВПП № 36 был перенесён на 1300 метров; на самом деле он был перенесён на 950 метров.
Когда самолёт приблизился к ВПП, командир увидел, что взлётная полоса короче, чем ожидалось; из-за этого он занервничал и приказал помощнику командира уходить на второй круг (хотя Бородай был уверен, что они смогут посадить самолёт). Когда рейс 9981 находился в 1 метре от ВПП и двигатели были убраны до минимальной мощности, командир увеличил мощность всех двигателей во взлётный режим, но она осталась минимальной. Когда Угрюмов понял ошибку, он повторил всю цепочку действий по увеличению тяги уже правильно, но в итоге на взлётный режим вышел всего 1 двигатель. Пилоты повторили цепочку 3 раза, но всё было безуспешно. В 10:50 по местному времени и примерно в 1 километре после ВПП № 36 рейс SU9981 задел деревья, затем крышу дома в Сан-Франческо-аль-Кампо и рухнул на ферму. От удара о землю самолёт частично разрушился (были полностью разрушены носовая часть с кабиной пилотов и левое крыло) и загорелся.
Из 23 членов экипажа погибли 2 — командир Угрюмов и пилот сменного экипажа Олег Игоревич Припусков, ещё 13 членов экипажа получили ранения различной степени тяжести (в том числе помощник командира Бородай — из-за последствий ранений ему в итоге ампутировали ноги). Также на земле погибли 2 человека — 55-летний Фиорентино Мартинетто (итал. Fiorentino Martinetto) и его 59-летняя жена Мария Перукка (итал. Maria Perucca); ещё 2 человека были ранены, впоследствии 1 из них умер в больнице.

### Расшифровка переговоров
| Сокращение | Расшифровка                  |
| ---------- | ---------------------------- |
| КВС        | Алексей Сергеевич Бородай    |
| 2П         | Александр Тимофеевич Угрюмов |
| БС         | Бортовая система             |
| (нрзб)     | Неразборчивая речь           |

| БС          | 240.                            |
| 2П          | Нет, давай уход на второй круг. |
| БС          | 30.                             |
| КВС         | Зачем уход?                     |
| БС          | 20.                             |
| БС          | (нрзб).                         |
| КВС         | Малый газ.                      |
| 2П          | Уход на второй круг, смотри!    |
| БС          | 10.                             |
| БС          | 8.                              |
| БС          | 6.                              |
| 2П          | Нет, давай уход на второй круг. |
| БС          | 4.                              |
| БС          | 3.                              |
| 2П          | Полоса вон там, полоса там вот! |
| 2П          | Конец полосы видишь?            |
| КВС, 2П, БС | (нрзб).                         |
| 2П          | Уход на второй круг.            |
| КВС         | Реверс (нрзб), хорошо.          |
| 2П          | Скорость, скорость падает.      |
| КВС         | Да, нормально всё.              |
| 2П          | Скорость.                       |
| КВС         | Хватит дёргать, режим давайте.  |
| КВС         | Режим давайте!                  |
| 2П          | Скорость падает.                |
| БС          | Предупреждение о сваливании.    |
| КВС         | Нормально всё.                  |
| КВС         | (нрзб).                         |
| 2П          | Скорость.                       |
| КВС         | Режим держи!                    |
| 2П, КВС     | (нрзб).                         |
| 2П          | Режим.                          |
| КВС         | Режим, (нрзб).                  |
| 2П          | (нрзб), скорость падает.        |
|             | Конец записи.                   |

## Расследование
Комиссия Межгосударственного авиационного комитета (МАК), проводившая расследование причин катастрофы, сделала следующее заявление:
«Причинами катастрофы являются недостаточная подготовка и плохое взаимодействие экипажа. Плохое планирование для захода на посадку, опоздание в решении об уходе на второй круг. Конструктивные недостатки системы управления двигателями».